# Kosmos 2514
Kosmos 2514, ruski navigacijski satelit (globalno pozicioniranje) iz programa Kosmos. Vrste je GLONASS-M (Glonass br. 751, Uragan M br. 751). 
Lansiran je 7. veljače 2016. godine u 03:21 s kozmodroma Pljesecka, s mjesta 43/4. Lansiran je u srednje visoku orbitu oko planeta Zemlje raketom nosačem Sojuz-2.1b/Fregat. Orbita mu je 19156 km u perigeju i 19231 km u apogeju. Orbitna inklinacija mu je 64,80°. Spacetrackov kataloški broj je 41330. COSPARova oznaka je 2016-008-A. Zemlju obilazi u 678,26 minuta. Pri lansiranju bio je mase 1.415 kg.
Satelit se napaja iz dvaju razmjestivih solarnih panela i baterija. Opremljen je s tri cezijeva sata što mu omogućuje prikazati točno vrijeme, vrlo važnu stavku u navigaciji.
Razgonski blok (međuorbitni tegljač) Fregat 14S44 br. 112-03 odvojio se, ostao u srednje visokoj orbiti nekoliko desetaka do par stotina kilometara poviše od satelita.

## Vanjske poveznice
- Состав группировки КНС ГЛОНАСС на 28.01.2012г Состояние ОГ (rus.)
- Glonass  Arhivirana inačica izvorne stranice od 18. lipnja 2006. (Wayback Machine) (rus.)
- Glonass Constellation Status (engl.)
- N2YO.com Search Satellite Database (engl.)
- Celes Trak SATCAT Format Documentation (engl.)